# 핀란드 대통령 목록
핀란드 공화국 대통령은 핀란드의 국가원수다. 핀란드 헌법은 행정권을 대통령과 정부에 부여하지만 대통령은 제한된 권력만을 가지고 있다. 1994년 이후 연속 2회까지만 선출될 수 있다. 임기는 6년이다. 본래 대통령은 의회나 선거인단의 간접선거로 뽑았지만 1994년부터 직접선거로 뽑고 있다. 출생 시 핀란드 시민이어야 한다. 1919년 독립 당시 헌법에 의해 설치됐다. 현재 대통령은 2024년 3월 1일 취임한 알렉산데르 스투브다.

## 역대 대통령 목록
- 국민진보당
- 농업동맹 →   중앙당
- 국민연합당
- 핀란드 사회민주당
- 무소속

| #  | 초상 | 대통령 생몰연도                                  | 선출                        | 취임                                                       | 퇴임                            | 정당                                                | 생몰                                |
| -- | --- | ------------------------------------------------ | --------------------------- | ---------------------------------------------------------- | ------------------------------- | --------------------------------------------------- | ----------------------------------- |
| 1  | | 카를로 유호 스톨베리 (1865년–1952년)             | 1919년                      | 1919년 7월 26일                                            | 1925년 3월 2일                  | 국민진보당 (ED)                                     | 1865년 1월 28일 ~ 1952년 9월 22일   |
| 1  | 1914년–1917년 의회의장 역임. 1919년 의회의 간접선거로 대통령 선출. | 카를로 유호 스톨베리 (1865년–1952년)             |                             |                                                            |                                 |                                                     |                                     |
| 2  | | 라우리 크리스티안 렐란데르 (1883년–1942년)       | 1925년                      | 1925년 3월 2일                                             | 1931년 3월 2일                  | 농업동맹 (ML)                                       | 1883년 5월 31일 ~ 1942년 2월 9일    |
| 2  | 1919년–1920년 의회의장, 1920년–1925년 비푸리 주 지사 역임. 1925년 선거인단의 간접선거로 대통령 선출. | 라우리 크리스티안 렐란데르 (1883년–1942년)       |                             |                                                            |                                 |                                                     |                                     |
| 3  | | 패르 에빈드 스빈후부드 (1861년–1944년)           | 1931년                      | 1931년 3월 2일                                             | 1937년 3월 1일                  | 국민연합당 (KOK)                                    | 1861년 12월 15일 ~ 1944년 2월 29일  |
| 3  | 1907년–1912년 의회의장, 1918년 핀란드 왕국 국가섭정, 1917년–1918년 원로원장, 1930년–1931년 총리 역임. 1931년 선거인단의 간접선거로 대통령 선출.                                                                                              | 패르 에빈드 스빈후부드 (1861년–1944년)           |                             |                                                            |                                 |                                                     |                                     |
| 4  | | 퀴외스티 칼리오 (1873년–1940년)                  | 1937년                      | 1937년 3월 1일                                             | 1940년 12월 19일 (재임 중 사망) | 농업동맹 (ML)                                       | 1873년 4월 10일 ~ 1940년 12월 19일  |
| 4  | 1920–1921년, 1922년, 1924–1925년, 1929년, 1930–1936년 의회의장, 1922–1924년, 1925–1926년, 1929–1930년, 1936–1937년 총리 역임. 1937년 선거인단의 간접선거로 대통령 선출. 1940년 11월 27일 신병을 이유로 리스토 뤼티가 권한대행. 재임 중 사망. | 퀴외스티 칼리오 (1873년–1940년)                  |                             |                                                            |                                 |                                                     |                                     |
| 5  | | 리스토 뤼티 (1889년–1956년)                      | 1940년 1943년               | (1940년 11월 27일 이후 칼리오를 권한대행) 1940년 12월 19일 | 1944년 8월 4일 (사임)           | 국민진보당 (ED)                                     | 1889년 2월 3일 ~ 1956년 10월 25일   |
| 5  | 1939–1940년 총리, 1940–1941년 대통령 권한대행 역임. 1940년 선거인단의 간접선거로 대통령 선출. 1943년 연임. 1944년 사임. | 리스토 뤼티 (1889년–1956년)                      |                             |                                                            |                                 |                                                     |                                     |
| 6  | | 칼 구스타프 에밀 만네르헤임 남작 (1867년–1951년) | 1944년                      | 1944년 8월 4일                                             | 1946년 3월 11일 (사임)          | 무소속                                              | 1867년 6월 4일 ~ 1951년 1월 27일    |
| 6  | 1918년–1919년 핀란드 왕국 국가섭정, 1939년–1945년 핀란드 방위군 총사령관 역임. 유일한 핀란드 전쟁원수. 1944년 의회의 특별법 제정으로 대통령 추대. 1946년 사임.                                                                               | 칼 구스타프 에밀 만네르헤임 남작 (1867년–1951년) |                             |                                                            |                                 |                                                     |                                     |
| 7  | | 유호 쿠스티 파시키비 (1870년–1956년)             | 1946년 1950년               | 1946년 3월 11일                                            | 1956년 3월 1일                  | 국민연합당(KOK)                                     | 1870년 11월 27일 ~ 1956년 12월 14일 |
| 7  | 1918년 원로원장, 1944년–1946년 총리 역임. 1946년 의회에서 간접선거로 대통령 선출. 1950년 선거인단의 간접선거로 연임. | 유호 쿠스티 파시키비 (1870년–1956년)             |                             |                                                            |                                 |                                                     |                                     |
| 8  | | 우르호 케코넨 (1900년–1986년)                    | 1956년 1962년 1968년 1978년 | 1956년 3월 1일                                             | 1982년 1월 27일                 | 농업동맹 (ML) 중앙당 (KESK; 농업동맹이 1965년 개칭) | 1900년 9월 3일 ~ 1986년 8월 31일    |
| 8  | 1948년–1950년 의회의장, 1950년–1953년, 1954년–1956년 총리 역임. 1956년 선거인단의 간접선거에 의해 대통령 선출, 1962년 연임. 1968년 연임. 1978년 연임. 1981년 9월 11일 신병을 이유로 사임. 마우노 코이비스토가 권한대행. 겨울전쟁 참전자.     | 우르호 케코넨 (1900년–1986년)                    |                             |                                                            |                                 |                                                     |                                     |
| 9  | | 마우노 코이비스토 (1923년–2017년)                | 1982년 1988년               | (1981년 9월 11일 이후 케코넨을 권한대행) 1982년 1월 27일   | 1994년 3월 1일                  | 핀란드 사회민주당 (SDP)                             | 1923년 11월 25일 ~ 2017년 5월 12일  |
| 9  | 1968년–1970년, 1979년–1982년 총리 역임. 1982년 선거인단의 간접선거로 대통령 선출. 1988년 연임. 독립 이후의 핀란드에서 태어난 첫 번째 대통령. 제2차 세계 대전 참전자.                                                                         | 마우노 코이비스토 (1923년–2017년)                |                             |                                                            |                                 |                                                     |                                     |
| 10 | | 마르티 아티사리 (1937년–2023년)                  | 1994년                      | 1994년 3월 1일                                             | 2000년 3월 1일                  | 핀란드 사회민주당 (SDP)                             | 1937년 6월 23일 ~ 2023년 10월 16일  |
| 10 | 1994년 대통령 선출. 직접선거로 선출된 첫 번째 대통령. 연임 회수 제한을 적용받은 첫 번째 대통령. 2008년 노벨 평화상 수상. | 마르티 아티사리 (1937년–2023년)                  |                             |                                                            |                                 |                                                     |                                     |
| 11 | | 타르야 할로넨 (1943년–)                          | 2000년 2006년               | 2000년 3월 1일                                             | 2012년 3월 1일                  | 핀란드 사회민주당 (SDP)                             | 1943년 12월 24일 ~                  |
| 11 | 1995년–2000년 외무장관 역임. 2000년 대통령 선출. 2006년 연임. 핀란드 최초의 여성 대통령. | 타르야 할로넨 (1943년–)                          |                             |                                                            |                                 |                                                     |                                     |
| 12 | | 사울리 니니스퇴 (1948년–)                        | 2012년 2018년               | 2012년 3월 1일                                             | 2024년 3월 1일                  | 국민연합당 (KOK)                                    | 1948년 8월 24일 ~                   |
| 12 | 2007년–2011년 의회의장 역임. 2012년 대통령 선출, 2018년 대통령 재선 성공. | 사울리 니니스퇴 (1948년–)                        |                             |                                                            |                                 |                                                     |                                     |
| 13 | | 알렉산데르 스투브 (1968년–)                      | 2024년                      | 2024년 3월 1일                                             |                                 | 국민연합당 (KOK)                                    | 1968년 4월 1일 ~                    |
| 13 | |                                                  |                             |                                                            |                                 |                                                     |                                     |

## 같이 보기
- 핀란드의 총리
- 핀란드의 대통령
- 핀란드의 총리 목록